# Treasure (группа)
Treasure (кор. 트레저, яп. トレジャー, стилизируется как TREASURE; читается как Трэжэ) — южнокорейский бойзбенд, сформированный в 2019 году компанией YG Entertainment через шоу на выживание YG Treasure Box. Коллектив состоит из десяти участников: Xёнсок, Джихун, Ёси, Джункю, Джэхёк, Асахи, Доён, Харуто, Чону и Чонхван. Официальный дебют состоялся 7 августа 2020 года с сингл-альбомом The First Step: Chapter One.
Изначально группа должна была получить название Treasure 13 и состоять из двух саб-юнитов: Treasure (7 участников) и Magnum (6 участников), но после разразившихся скандалов с участием артистов и главы YG Entertainment дебют был отложен на неопределённое время. Один из участников, Ха Юнбин, принял решение покинуть группу и компанию ещё до своего официального дебюта. В итоге группа получила название Treasure и дебютировала в составе 12 человек. Масихо и Едам покинули группу в ноябре 2022 года.

## История

### 2010—2019: Пре-дебют и шоу на выживаниеYG TREASURE BOX
Джункю, Едам и Чонхван ещё в детстве начали свою карьеру в индустрии развлечений. Джункю долгое время был коммерческой моделью известных корейских брендов. Едам всячески увлекался музыкой, записывая песни для реклам и различных шоу, а также саундтреки, с которыми ему помогали родители. Он успел появиться на шоу K-Pop Star 2 телеканала SBS в 2012 году и занял второе место, уступив коллективу AKMU, а после присоединился к YG Entertainment и стал стажёром в июне 2013 года. Чонхвану обычно доставались второстепенные роли в кино, но потом он присоединился к одной из ведущих в мире команд по тхэквондо, K-Tigers, где выиграл первенство на одном из соревнований. В январе 2017 года Машихо довелось принять участие в небольшом музыкальном видео AKMU «Spring of Winter». В этом же году, с 29 октября по 26 января 2018 года, Хёнсок и Джункю приняли участие в шоу на выживание Mix Nine телеканала JTBC, где расположились на 5 и 35 месте в финале соответственно. В это же время, 21 ноября Джихун, Едам и Доён, будучи стажёрами YG Entertainment, были представлены в другом шоу на выживании Mnet под названием Stray Kids.
17 ноября 2018 года YG Entertainment представил 28 стажёров, которые станут участниками нового шоу YG TREASURE BOX, в финале которого будет сформирован состав новой группы; для компании это будет уже четвёртый мужской коллектив, учитывая дебют IKON в 2015, а также WINNER и Big Bang в 2014 и 2006 году соответственно. В первый юнит, получивший название TREASURE, сначала попали Харуто, Едам, Чонхван, Джункю, после к ним присоединились Чону, Джэхёк и Хёнсок. 29 января 2019 года были озвучены участники Magnum, второго юнита группы, которыми стали Юнбин, Масихо, Доён, Йосинори, Джихун и Асахи; изначально группа должна была называться Treasure 13, подчёркивая общее количество участников.
Группа должна была дебютировать через несколько месяцев после утверждения состава посредством шоу YG TREASURE BOX, в период с мая по июль 2019 года, но на фоне многочисленных скандалов артистов и главы YG Entertainment было принято решение об отсрочке дебюта на неопределенное время. 31 декабря 2019 года Юнбин расторг свой эксклюзивный контракт с лейблом, объяснив своё решение желанием развиваться дальше в качестве сольного исполнителя. В результате этого было принято решение объединить два саб-юнита в одну группу под названием TREASURE, фандом которой получил название TREASURE MAKER, сокращённо — Teume (рус. ТыМэ).

### 2020—2021: Дебют сThe First Step: Chapter One, серияThe First Stepи японский дебют
В январе 2020 года Treasure были снова представлены публике через еженедельные промо-снимки, участие в танцевальных видео, особенно в «Going Crazy» (미쳐가네), в работе над которым участвовал Мино из WINNER, а само выступление было впервые представлено на YG Treasure Box, и нескольких программах: Treasure Map и T. M. I. Ещё до дебюта, в мае этого года, TREASURE стали первой к-поп группой, которой удалось за кратчайший срок дебютировать в чарте Billboard Social 50, расположившись на 40 строчке, а после добравшись и до топ-10 в начале августа.
На данный момент Едам является единственным участником группы с собственным сольным проектом, дебютировав с синглом «Wayo» (왜요) 5 июня, который был подарком для фанатов, так долго ожидающих дебюта группы. Продвижения на музыкальных шоу с этой песней не было, так как Едам был занят подготовкой к дебюту группы с остальными участниками. В продюсировании трека также приняли участие коллеги из других коллективов, Кан Сын Юн из WINNER и Ли Чан Хёк из AKMU. Пиковой позицией для «Wayo» в Billboard World Digital Songs стала 10 строчка, а в чарте Billboard Korea K-Pop 100, куда песне также удалось попасть, лишь 98.
TREASURE официально дебютировали с сингл-альбомом The First Step: Chapter One, заглавной песней которого стала «Boy», 7 августа. Спустя несколько дней после анонса даты релиза физической версии альбома, которая вышла в этом же месяце, 13 августа, количество предзаказов превысило отметку в 170 тысяч копий, что сделало дебютировавшую группу самыми продаваемыми южнокорейскими артистами среди новых коллективов в 2020 году. Заглавный сингл «BOY» уже успел добиться успеха в Японии, возглавив крупнейшие стриминговые платформы страны, в том числе и Line Music. В свою очередь, музыкальному видео на него удалось преодолеть порог в 10 миллионов просмотров за первые 26 часов на YouTube, став самым просматриваемым южнокорейским дебютом на площадке, учитывая изменившуюся политику видеохостинга в сентябре 2019 года, после которой рекламные просмотры перестали учитываться в общей статистике. Промоушен группы начался 9 августа с выступления на шоу Inkigayo телеканала SBS.
18 сентября был выпущен второй сингловой-альбом The First Step: Chapter Two с заглавным синглом «I Love You» (사랑해). Группа начала промоушен 19 сентября с выступления на музыкальном шоу Show! Music Core.
6 ноября группа выпустили третий сингл-альбом The First Step: Chapter Three с заглавным синглом «MMM» (음). За три сингла Treasure и за 3 месяца с момента их дебюта было продано 710 000 копий, что также является самым высоким показателем среди всех корейских дебютных групп в 2020 году. 28 ноября группа официально получила свою первую награду «Новичок года» на церемонии вручения наград Asia Artist Awards.
Treasure исполнили эдинг к аниме, «Чёрный клевер». Она также послужила первой оригинальной японской песней группы и впервые была показана 5 января. Саундтрек был выпущен в цифровом виде на музыкальных потоковых платформах в виде нескольких версий, включая «Beautiful (Anime Edit)» и «Beautiful» 22 января и 14 февраля соответственно.
Полная версия вошла и достигла пика в чарте Billboard Japan Hot 100 под номером 58 и в чарте мировых цифровых песен Billboard под номером 23.
Завершая серию «First Step», Treasure выпустили свой первый полноформатный альбом The First Step: Treasure Effect и его ведущий сингл «My Treasure» 11 января. Альбом занял третье место в еженедельном альбомном чарте Gaon. Вскоре он возглавил ежемесячный альбомный чарт Gaon за январь. В целом серия «First Step» разошлась тиражом более миллиона экземпляров.
Японский дебютный альбом Treasure, названный так же, как и их корейский полноформатный альбом, был выпущен 31 марта с сопровождающим музыкальным клипом на их сингл «Beautiful». Она включала в себя японские версии всех их релизов на сегодняшний день. Альбом дебютировал и последовательно занимал первое место в течение четырёх дней в ежедневном чарте Oricon, а также дебютировал на вершине еженедельного чарта Oricon с рекордным показателем продаж в 57 000 в течение первой недели. 2 апреля состоялся их дебют на японском телевидении в музыкальной программе Nippon TV Buzz Rhythm, где они исполнили японскую версию песни «Boy».
2 октября Treasure провели свою первую фан-встречу, созданный их агентством, под названием Teu-day. Мероприятие проходило в Олимпийском зале, расположенном в Олимпийском парке. Из-за руководящих принципов и ограничений COVID-19 билеты на места проведения были ограничены с сохранением промежутков между местами. Аплодисменты на площадке были запрещены и заменены звуками ударов по телу, которые включали топот и хлопки. Фан-митинг также одновременно был доступен онлайн тем, кто купил билет, и транслировался в 100 разных странах.

### 2022-2023: СерияThe Second Step, уходы Едама и Масихо,Rebootи первый саб-юнит

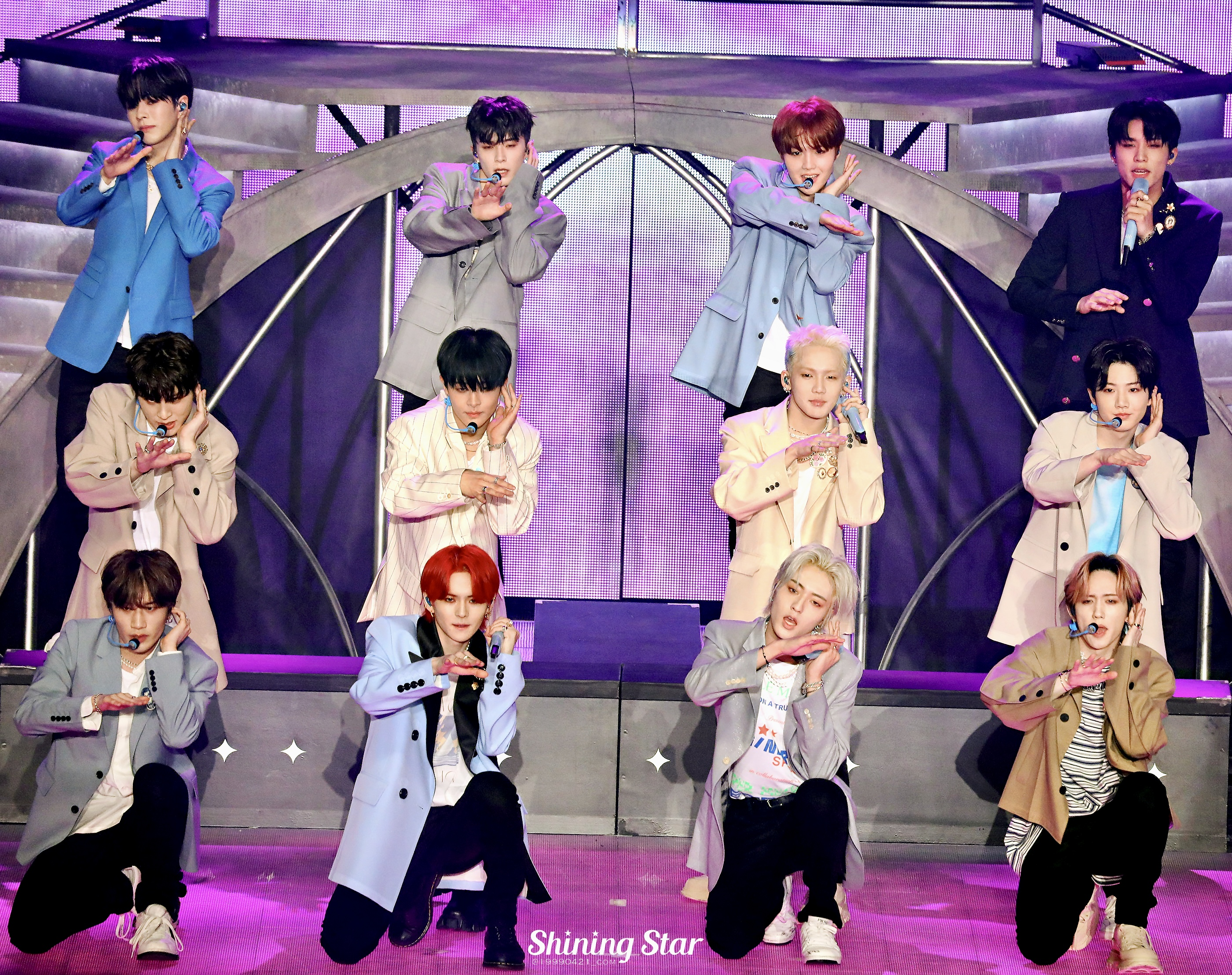
Treasure выступают с «Darari» на их первом концерте под названием Trace, 10 апреля 2022 года.

YG Entertainment объявили о начале серии The Second Step в день Нового года. Их первый мини-альбом под названием The Second Step: Chapter One разошлась тиражом в 600 000 копий в разгар предварительных заказов за восемь дней и был выпущена 15 февраля 2022 года. Музыкальное видео  названием «Jikjin» (직진) получило инвестиции лейбла группы в размере 500 миллионов йен (420 000 долларов) и набрало 10 и 20 миллионов просмотров за 21 час и менее чем за три дня на платформе YouTube, оба личных рекорда. Количество просмотров увеличилось в пять раз, быстрее, чем на предыдущих выпусках. Продажи составили 700 000 копий за три дня после ее выпуска, что также стало личным рекордом. 24 февраля группа получила свою первую победу на музыкальном шоу Show Champion, , и самую раннюю позицию в цифровом чарте Circle. Би-сайд «Darari» (다라리) добился успеха на платформе TikTok, набрав 500 миллионов просмотров при более чем миллионе загрузок и стал одной из самых «шокирующих» и транслируемых K-pop песен 2022 года на Apple Music и Spotify.
Их первый японский мини-альбом под одноименным названием вышел 23 марта.
Второй мини-альбом The Second Step: Chapter Two и ведущий сингл «Hello» были выпущены 4 октября. Бан Едам и Масихо, которые в мае взяли перерыв, чтобы продолжить занятия музыкой и поправить здоровье, отсутствовали. Они покинули группу в ноябре. Японская версия стала их первым проектом, получившим золотой сертификат Ассоциации звукозаписывающей индустрии Японии (RIAJ). В том месяце они отправились в свой первый тур по Японии — самый крупный первоначальный тур, который корейский коллектив проводил в стране, собрав более 300 000 зрителей — и позже был продлен до азиатского тура, получившего название «Hello», в соответствии с его названием.
30 января 2023 года группа выпустила сингл «Here I Stand» к полнометражному фильму Чёрный клевер: Меч Короля Магов. Сингл стал их первым в истории хитом номер один в чарте Billboard Japan Hot 100 и их первой платиновой сертификацией RIAJ, когда песня была включена в одноименный альбом.
11 июня YG выпустили видео с подробными планами на будущее Treasure, которое включало анонс их 2-го полноценного альбома Reboot в августе и нового ниьа под названием «T5».

## Артистизм

### Влияние
На дебютной пресс-конференции группы, показав трудность выбора только одного артиста, на которого группа находилась под влиянием, они заявили, что их главными образцами для подражания являются их старшие коллеги по лейблу из YG Entertainment через различные музыкальные релизы и видео.

## Участники
| Сценический псевдоним | Сценический псевдоним | Настоящее имя    | Настоящее имя    | Дата рождения | Позиция в группе                        |
| Основной              | Другой                | На русском       | Хангыль/Японский | Дата рождения | Позиция в группе                        |
| --------------------- | --------------------- | ---------------- | ---------------- | ------------- | --------------------------------------- |
| Хёнсок                | Hyunsuk               | Чхве Хён Сок     | 최현석           | 21.04.1999    | Лидер, главный рэпер, танцор            |
| Джихун                | Jihoon                | Пак Чи Хун       | 박지훈           | 14.03.2000    | Лидер, ведущий вокалист, главный танцор |
| Ёси                   | Yoshi                 | Канемото Ёсинори | ヨシノリ         | 15.05.2000    | Рэпер, танцор                           |
| Джункю                | Junkyu                | Ким Джун Гю      | 김준규           | 09.09.2000    | Главный вокалист, вижуал.               |
| Джэхёк                | JaeHyuk               | Юн Джэ Хёк       | 윤재혁           | 23.07.2001    | Вокалист, рэпер                         |
| Асахи                 | Asahi                 | Хамада Асахи     | 浜田朝光         | 20.08.2001    | Ведущий вокалист, вижуал, танцор        |
| Доён                  | Doyoung               | Ким До Ён        | 김도영           | 04.12.2003    | Главный танцор, вокалист                |
| Харуто                | Haruto                | Ватанабэ Харуто  | 渡辺春虎         | 05.04.2004    | Рэпер, вижуал                           |
| Чону                  | Jeongwoo              | Пак Чон У        | 박정우           | 28.09.2004    | Главный вокалист                        |
| Чонхван               | Junghwan              | Со Джон Хван     | 소정환           | 18.02.2005    | Танцор, вокалист, макнэ                 |

### Бывшие участники
| Сценический псевдоним | Сценический псевдоним | Настоящее имя | Настоящее имя    | Дата рождения | Позиция в группе         |
| Основной              | Другой                | На русском    | Хангыль/Японский | Дата рождения | Позиция в группе         |
| --------------------- | --------------------- | ------------- | ---------------- | ------------- | ------------------------ |
| Масихо                | Mashiho               | Таката Масихо | マシホ タカタ    | 25.03.2001    | Главный танцор, вокалист |
| Едам                  | Yedam                 | Пан Йе Дам    | 방예담           | 07.05.2002    | Главный вокалист         |

## Дискография

### Студийные альбомы
- The First Step: Treasure Effect (2021)
- Reboot (2023)

### Мини-альбомы
- The Second Step: Chapter One (2022)
- The Second Step: Chapter Two (2022)

## Фильмография

### Телевизионные-шоу
- YG Treasure Box (2018, V Live / YouTube / JTBC2)[1]
- Treasure Map (2020-н.в, YouTube / SBS MTV / SBS FiL)[40][41]

### Веб-шоу
- T.M.I (Treasure Maker Interaction) (2020-present, YouTube / V Live)[42]
- Fact Check (2020, YouTube / V Live)[43]
- 3-Minute Treasure (2020, YouTube / V Live)[43]
- T-Talk (2020, YouTube / V Live)[43]
- Treasure Studio (2020-н.в, YouTube)[44][a]
- Find Your Korea (2021, YouTube)
- TMI Log (2021–2022, YouTube / WeVerse)
- Treasure World Map (2023–н.в, YouTube)

### Веб-сериал
- It’s Okay, That’s Friendship (2021, YouTube)[45]
- The Mysterious Class  (2021, YouTube)[46]

## Концерты и туры

### Концерты
- Treasure 1st Concert [Trace] (2022)

### Туры
- Treasure Tour Hello (2022–2023)

### Фан-митинги
- Treasure 1st Private Stage: Teu-day (2 октября 2021)